# Битка при Принстън
Битката при Принстън е сражение, което се провежда на 3 януари 1777, в което армията на генерал Джордж Уошингтън побеждава британската армия близо до Принстън, Ню Джърси.
През нощта на 2 януари 1777 г.  Джордж Уошингтън, главнокомандващ на Континенталнта армия, отблъсква британска атака в битката при Асупинк Крийк в Трентън. През нощта той евакуира позицията си, обикаля армията на генерал Лорд Корнуолис и отива да нападне британския гарнизон в Принстън. Бригаден генерал Хю Мърсър от Континенталната армия се сблъсква с два полка под командването на подп. Чарлс Мохуд от Британската армия. Мърсър и войниците му са преодоляни и Уошингтън изпраща опълчение под командването на ген. Джон Кодуолъдър, за да му помогне. Опълчението, виждайки бягството на мъжете на Мърсър, също започва да бяга. Уошингтън дояздва с подкрепления и събира бягащото опълчение. След това той води нападението срещу войниците на Мохууд, отблъсквайки ги. Мохууд дава заповедта за отстъпление и повечето войници се опитват да избягат при Коруолис в Трентън.
В самия Принстън генерал Джон Съливан кара някои британски войници, които са намерили убежище в Насау Хол, да се предадат, завършвайки битката. След битката, Уошингън премества армията си в Мористаун и с тяхното трето поражение за десет дни, британците евакуират южно Ню Джърси. С победата в Принстън, бойният дух се повишава и повече мъже започват да се записват в армията. Битката последното е голямо действие на зимната Ню Джърсийска кампания на Уошингтън.
Мястото на битката сега е Принстън Батълфийлд Стейт Парк.